# Parkeermeter

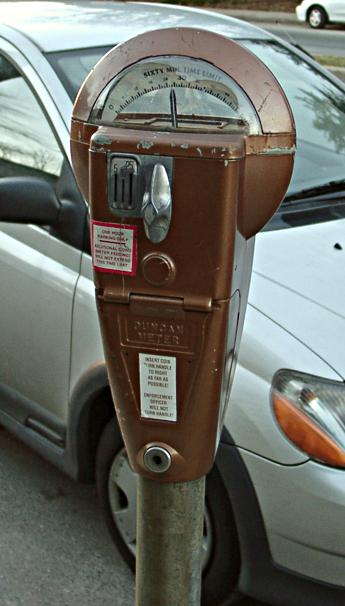
Een klassieke parkeermeter in Amerika.

Een parkeermeter is een automaat die naast een parkeerplaats staat om bij te houden hoelang de eigenaar van de daar geparkeerde auto zijn wagen nog mag laten staan.
De parkeermeter is een uitvinding door de Amerikaan Carl C. Magee uit 1935, die op 16 juli van dat jaar zijn uitvinding in het straatbeeld van Oklahoma City zag verschijnen. 

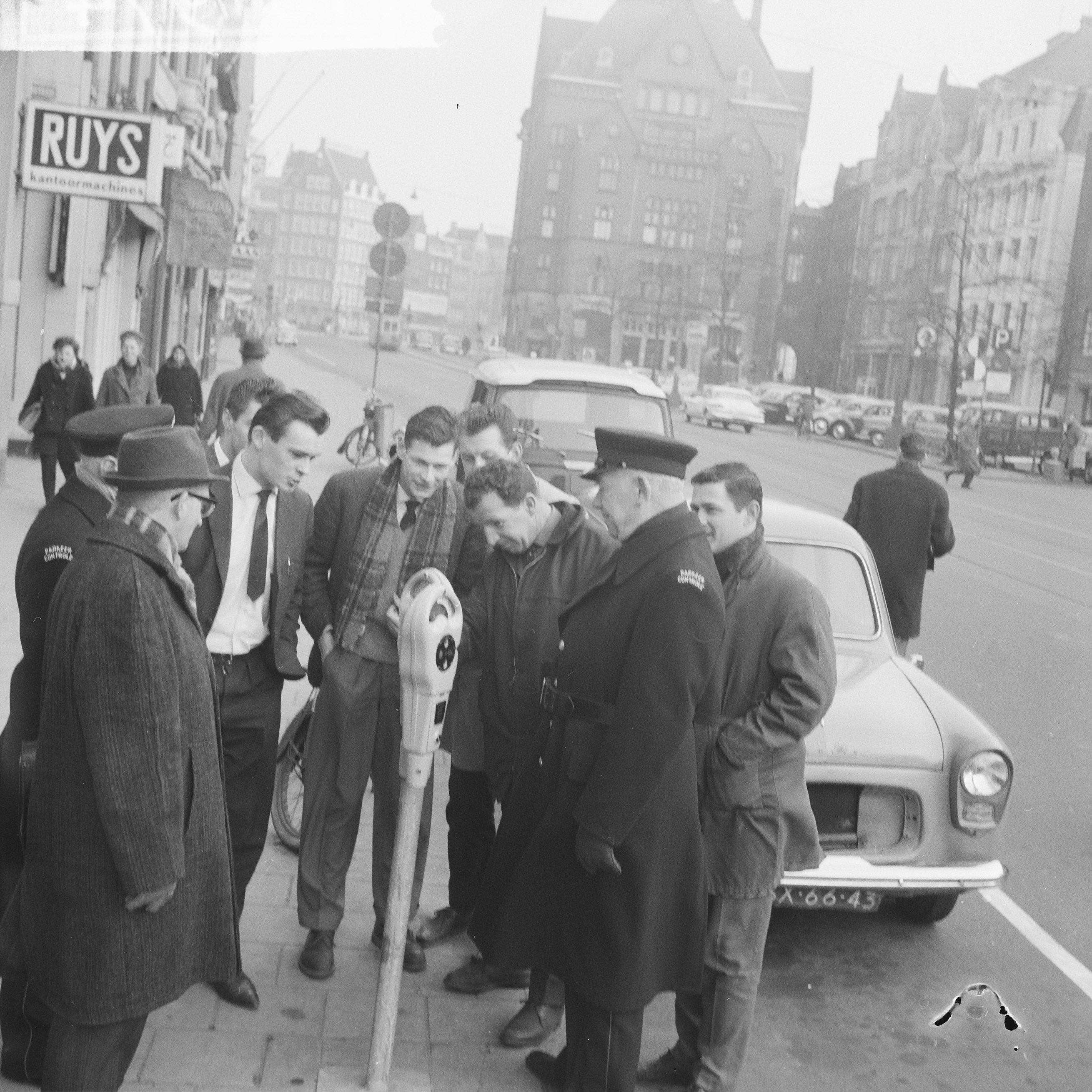
De parkeermeters in Amsterdam in gebruik gesteld, veel belangstelling voor de meter. Rokin; 19 maart 1964.

In Nederland werd de invoering van de parkeermeter pas wettelijk mogelijk gemaakt in 1962 onder Kabinet-De Quay. Al in 1961 werden de eerste parkeermeters op Schiphol geplaatst. Amsterdam volgde in maart 1964 met de plaatsing van 500 parkeermeters.

## Functioneren
Wanneer de auto wordt geparkeerd kan, door het inwerpen van munten, de toegestane parkeertijd worden ingesteld. Daarna loopt de tijd terug naar nul. Wanneer de tijd is verstreken vertoont de meter een rode vlag; als er dan nog een auto staat geparkeerd kan een voorbijkomende parkeerwachter een boete geven.
Parkeermeters accepteren een maximaal parkeerbedrag, en kunnen dan ook niet worden gebruikt om ongelimiteerd te parkeren. Zogenaamd bijvullen (later munten ingooien om de parkeertijd te verlengen) is veelal verboden. Maximale parkeertijden variëren tussen 15 minuten en twee uur. Ook de tarieven kunnen flink verschillen afhankelijk van de locatie.
Parkeermeters zijn zeldzaam geworden. De meeste zijn vervangen door parkeerautomaten. De redenen hiervoor zijn van praktische en economische aard: in plaats van één parkeermeter per parkeerplaats volstaat een parkeerautomaat voor tientallen parkeerplaatsen, er is minder onderhoud nodig en de automaten zijn beter bestand tegen vandalisme.